# Вовча Олександрівка
Вовча Олександрівка (рос. Волчья Александровка) — сільська місцевість, адміністративний центр Волче-Александрівського сільського поселення Волоконовського району Бєлгородської області Росії. Станом на 2010 рік населення становило 896 осіб. Є 9 вулиць.

## Географія
Вовча Олександрівка розташована за 24 км на захід від Волоконовки (адміністративний центр району) автошляхами. Вовчи-Другий — найближча сільська місцевість.